# Klofttjärnet
Klofttjärnet är en sjö i Eda kommun i Värmland och ingår i Göta älvs huvudavrinningsområde. Sjöns area är 0,037 kvadratkilometer och den är belägen 197 meter över havet.